# Imaginarium Festival
 (juin 2022).
La mise en forme du texte ne suit pas les recommandations de Wikipédia : il faut le « wikifier ».
Les points d'amélioration suivants sont les cas les plus fréquents :
- Les titres sont pré-formatés par le logiciel. Ils ne sont ni en capitales, ni en gras.
- Le texte ne doit pas être écrit en capitales (les noms de famille non plus), ni en gras, ni en italique, ni en « petit »…
- Le gras n'est utilisé que pour surligner le titre de l'article dans l'introduction, une seule fois.
- L'italique est rarement utilisé : mots en langue étrangère, titres d'œuvres, noms de bateaux, etc.
- Les citations ne sont pas en italique mais en corps de texte normal. Elles sont entourées par des guillemets français : « et ».
- Les listes à puces sont à éviter, des paragraphes rédigés étant largement préférés. Les tableaux sont à réserver à la présentation de données structurées (résultats, etc.).
- Les appels de note de bas de page (petits chiffres en exposant, introduits par l'outil «  Source ») sont à placer entre la fin de phrase et le point final[comme ça].
- Les liens internes (vers d'autres articles de Wikipédia) sont à choisir avec parcimonie. Créez des liens vers des articles approfondissant le sujet. Les termes génériques sans rapport avec le sujet sont à éviter, ainsi que les répétitions de liens vers un même terme.
- Les liens externes sont à placer uniquement dans une section « Liens externes », à la fin de l'article. Ces liens sont à choisir avec parcimonie suivant les règles définies. Si un lien sert de source à l'article, son insertion dans le texte est à faire par les notes de bas de page.
- La présentation des références doit suivre les conventions bibliographiques. Il est recommandé d'utiliser les modèles {{Ouvrage}}, {{Chapitre}}, {{Article}}, {{Lien web}} et/ou {{Bibliographie}}. Le mode d'édition visuel peut mettre en forme automatiquement les références.
- Insérer une infobox (cadre d'informations à droite) n'est pas obligatoire pour parachever la mise en page.

Pour une aide détaillée, merci de consulter Aide:Wikification.
Si vous pensez que ces points ont été résolus, vous pouvez retirer ce bandeau et améliorer la mise en forme d'un autre article.
L'Imaginarium Festival est un festival de musique étudiant qui se déroule tous les ans lors du week-end de Pentecôte au pôle évènementiel du Tigre à Margny-lès-Compiègne.
C’est après l’edition de 2023 que les organisateurs annoncent la fin du festival pour cause de soucis financiers. La baisse de fréquentation depuis la Pandémie de Covid-19 ainsi que les mauvaises conditions météorologiques de l’édition 2022 ont contribué à l’arrêt du festival.

## Historique
En 2013, deux étudiants de l'Université de Technologie de Compiègne (UTC) ont eu l'idée de monter un festival de musique en collaboration avec le Tigre, pôle évènementiel qui venait tout juste d'ouvrir ses portes. Grâce au soutien de l'université et des professionnels du spectacle, la première édition a vu le jour les 30 et 31 mai 2014 et a accueilli 7000 festivaliers[source insuffisante]. La programmation propose différents style de musique, mélangeant ainsi rap, rock, musique électronique et reggaeton. L'Imaginarium Festival est une association loi de 1901 faisant partie de la fédération du Bureau des Étudiants de l'UTC et composée de 80 étudiants de cette même école,[source secondaire nécessaire].

## Concept
Comprenant 3 scènes, une quarantaine d'artistes et 10 000 festivaliers, l'Imaginarium Festival se veut être un festival ouvert à tous, essayant d'offrir des styles de musique variés[non neutre]. De plus, l'association a pour volonté forte d'entreprendre en faveur du développement durable. En effet, plusieurs actions ont été mises en place comme la méthanisation des déchets, la sensibilisation des festivaliers grâce à un grand jeu interactif ainsi que l'accueil, dans un village associatif, d'associations axées sur le développement durable.

## Fréquentation
Depuis la première édition, le festival a attiré un public toujours plus nombreux, passant de 7000 personnes en 2014 à 13000 personnes en 2019.
| Année | Festivaliers |
| ----- | ------------ |
| 2014  | 7000         |
| 2015  | 8000         |
| 2016  | 10000        |
| 2017  | 10000        |
| 2018  | 12000        |
| 2019  | 13000        |

## Éditions

### 2014
La première édition s'est déroulée les 30 et 31 mai 2014 et le festival possédait déjà ses deux scènes principales : le Chapiteau et la scène principale.
Programmation :
- Kaiser Chiefs
- Fauve
- Vitalic
- Breakbot & Irfane
- S-Crew
- Overwerk
- Cats on Trees
- Biga*Ranx
- Faul
- Jabberwocky
- Elephanz
- Surkin
- Dimmi
- Make the girl dance
- The lanskies
- Midnight Locomotive

### 2015
L'édition s'est déroulée les 23 et 24 mai 2015 au Tigre.
Programmation :
- The Dø
- The Avener
- Fakear
- Lost Frequencies
- Danger
- Bigflo & Oli
- Black Strobe
- Panteros666
- Salut c'est cool
- ALB
- Talisco
- Chill Bump
- Kid Wise
- Cotton Claw

### 2016
Le festival s'est déroulé les 14 et 15 mai 2016 au Tigre.
Programmation :
- Lilly Wood & The Prick
- Naâman
- Synapson
- Para one
- Darius
- FKJ
- Hyphen Hyphen
- Canblaster
- The Geek x Vrv
- Set & Match
- Broken Back
- Alesia
- La Smala
- Last Train

### 2017
L'édition s'est déroulée les 3 et 4 juin 2017. Cette édition a marqué un tournant dans l'association par l'ajout d'une troisième scène, la cosmodock réservée aux artistes amateurs ou semi-professionnels.
Programmation :
- Deluxe
- Etienne de Crécy (dj set)
- Naive new Beaters
- Thylacine
- Isaac Delusion
- Jacques
- Hippocampe Fou
- Alltta
- Kartell
- Jahneration
- Louisahhh
- Charlotte de Witte
- Las Aves
- Rilès

### 2018
Le festival s'est déroulé les 19 et 20 mai 2018 au Tigre.
Programmation :
- VALD
- Danakil
- Polo & Pan (dj set)
- Joris Delacroix (live)
- Caballero & Jeanjass
- L'impératrice
- Therapie Taxi
- Acid Arab (dj set)
- Bagarre
- Arnaud Rebotini (live)
- Nasser
- Boston Bu
- Molécule
- Holy Two

### 2019
La 6e édition s'est déroulée les 8 et 9 juin 2019 et a accueilli 13 000 festivaliers.
Programmation :
- Caravan Palace
- Møme
- PLK
- Jazzy Bazz
- Joachim Pastor
- L'or du commun
- Folamour
- Vendredi sur mer
- MYD
- Voyou
- Contrefaçon
- Suzane
- Inüit
- Oktober Lieber
- Devi Reed

### 2020
Le festival devait avoir lieu les 30 et 31 mai 2020 mais a été annulé pour cause de COVID-19
Programmation :
- Bon entendeur (dj set)
- Vladimir Cauchemar
- Josman
- The Faim
- 13Block Dirtyphonics Oboy The pirouettes Yuksek (dj set) You Man (dj set) Claire Laffut Taiwan MC Rakoon Robpm

### 2021
Le festival aurait dû se tenir les 21, 22 et 23 mai 2021 sous forme d'un festival assis mais n'a pas pu voir le jour en raison de la pandémie de COVID-19.
Programmation :
- Vladimir Cauchemar
- Lefa
- French 79
- 4Keus
- Yuksek
- Poupie
- Yanis Odua
- Victor Solf
- Pépite

### 2022
Après 2 éditions annulées, l'Imaginarium Festival a rouvert ses portes les 4 et 5 juin 2022 au Tigre. Malgré une violente tempête le samedi et l'obligation d'annuler l'une des têtes d'affiche, Skip The Use, à cause des intempéries, le festival est resté ouvert tout le week-end.
Programmation :
- Skip the Use (pop-rock, annulé intempéries)
- Gazo (rap)
- French 79 live (electro - electropop)
- MYD (electro - indiepop)
- Apashe (bass music)
- Guy2Bezbar (rap)
- Poupie (pop)
- Iseo & Dodosound (reggae)
- Edge (rap)
- Bianca Costa (trap - bossa nova)
- Darzack live w/ Heymes (techno)
- Tha Trickaz Live (bass music)
- [ndubground (dub)
- Roüge (techno)
- Georges live (electro house)
- Cäroline (pop - r'n'b - soul)

## Engagement environnemental
Porté par des étudiants soucieux de leur empreinte écologique, l'Imaginarium Festival cherche à s'inscrire dans une démarche éco-responsable à travers les nombreux projets qui y sont lancés chaque année et qui sont communiqués à ses partenaires afin de mieux organiser les festivals de demain.
Le festival agit en faveur de la méthanisation des déchets. Depuis 2018, l'association récupère les bio-déchets (déchets provenant de la nourriture) et les huiles de friture et les envoie à une entreprise située à une vingtaine de kilomètres de Compiègne afin qu'ils soient transformés en biogaz et en fertilisants,.
De plus, l’Imaginarium Festival propose des cendriers de poche pour éviter que les mégots soient jetés par terre. Les mégots peuvent ensuite être récupérés dans un des cendriers fixes. Une fois collectés, ils sont envoyés à TchaoMégot, une entreprise de l’Oise, qui recycle les mégots afin d'obtenir une fibre isolante éco-conçue utilisée dans le secteur du bâtiment et du textile,.
Afin de minimiser la consommation d'eau, des toilettes sèches sont à la disposition des festivaliers durant l’évènement. L'usage de ce type de sanitaires permet, qui plus est, de valoriser les déchets organiques et de limiter l’emploi de produits chimiques.
Par ailleurs, l'association offre aux festivaliers la possibilité de troquer leurs vêtements ou accessoires au sein d'un stand dédié.
Enfin, le festival s'engage à utiliser le plus possible de matériaux de récupération pour élaborer ses infrastructures (bobines de câble utilisées en tant que tables, palettes aménagées en banc etc.).
En 2019, l’Imaginarium Festival a été reconnu par le label EcoFest.